# ヒンデンブルグ (映画)
『ヒンデンブルグ』（原題: The Hindenburg）は、1975年公開のアメリカ合衆国の映画。ヒンデンブルク号爆発事故を扱った作品である。

## 概要
マイケル・M・ムーニーの同名小説の映画化作品で、ヒンデンブルク号爆発事故を軸に、当時流行していたパニック映画の常道であるグランドホテル方式で人間模様も描いた作品である。現実の事故における原因には諸説あるが、本作では人為爆破説が採られている。カラー作品であるが、クライマックスでヒンデンブルグ号が爆発すると同時に画面がモノクロに切り替わり、実際の記録映像が編集で挿入され、当時のラジオ局のアナウンサー、ハーブ・モリスンのアナウンスも流される演出となっている。
製作・監督はアカデミー監督賞を2度受賞している巨匠ロバート・ワイズで、ムーニーの原作を基に『刑事コロンボ』で知られるリチャード・アーヴィングとウィリアム・リンクがストーリーを書き、『アンドロメダ…』でワイズと組んだネルソン・ギディングが脚本に仕上げた。撮影は『ベン・ハー』などでアカデミー撮影賞を3度受賞しているロバート・サーティース、音楽は『ノーマ・レイ』でアカデミー作曲賞を受賞するデヴィッド・シャイア、美術は『ベン・ハー』などでアカデミー美術賞を3回受賞しているエドワード・C・カーファグノ、衣裳は『サムソンとデリラ』などでアカデミー衣裳デザイン賞を3回受賞しているドロシー・ジーキンスが担当した。
出演は『パットン大戦車軍団』でアカデミー主演男優賞を獲得しながらこれを拒否したジョージ・C・スコット、『奇跡の人』でアカデミー主演女優賞を受賞したアン・バンクロフト、『インベーダー』のロイ・シネス、『ひとりぼっちの青春』でアカデミー助演男優賞を受賞したギグ・ヤングなどであった。
本作は視覚効果のアルバート・ウィトロックとグレン・ロビンソン、音響効果のピーター・バーコスに対してアカデミー特別業績賞が授与された。その他、アカデミー美術賞、撮影賞、音響賞にノミネートされた。

## ストーリー
1937年、飛行船ヒンデンブルグ号の爆破を警戒するため、ドイツ空軍のリッター大佐が乗り込んだ。飛行船には伯爵夫人のウルスラを初め、さまざまな乗客が乗り込んでおり、その中にはゲシュタポから送り込まれたフォーゲルもいて、独自に捜査を行っていた。やがて、乗員のベルトがドイツ人ながら反ナチスを喧伝するため、時限爆弾を仕掛けたことが判明する。爆弾は飛行船着陸後、乗員・乗客が降りてから爆発させる予定だったが、飛行船は天候不良のため着陸が大幅に遅れ、ついに悲劇の時を迎えてしまう。

## キャスト
| 役名                                   | 俳優                     | 日本語吹替                                    | 日本語吹替                                                            |
| 役名                                   | 俳優                     | TBS版                                         | 日本テレビ版                                                          |
| -------------------------------------- | ------------------------ | --------------------------------------------- | --------------------------------------------------------------------- |
| フランツ・リッター大佐                 | ジョージ・C・スコット    | 小林修                                        | 内田稔                                                                |
| ウルスラ・フォン・リュージェン伯爵夫人 | アン・バンクロフト       | 公卿敬子                                      | 福田公子                                                              |
| カール・ベルト                         | ウィリアム・アザートン   | 西川幾雄                                      | 神谷和夫                                                              |
| マルティン・フォーゲル                 | ロイ・シネス             | 日高晤郎                                      | 野沢那智                                                              |
| エドワード・ダグラス                   | ギグ・ヤング             | 塚田正昭                                      | 阪脩                                                                  |
| エミリオ・パジェッタ                   | バージェス・メレディス   | 千葉順二                                      | 杉田俊也                                                              |
| マックス・プルス船長                   | チャールズ・ダーニング   | 亀井三郎                                      | 宮川洋一                                                              |
| エルンスト・レーマン船長               | リチャード・ダイサート   | 村松康雄                                      | 細井重之                                                              |
| ナピア少佐                             | ルネ・オーベルジョノワ   | 城山知馨夫                                    | 石森達幸                                                              |
| フェローズ大佐                         | スティーヴン・エリオット | 北川国彦                                      | 藤本譲                                                                |
| ジョー・スパ                           | ロバート・クラリー       |                                               |                                                                       |
| リード・チャニング                     | ピーター・ドゥナット     |                                               |                                                                       |
| ベス・チャニング                       | ジョアンナ・ムーア       |                                               |                                                                       |
| アルバート・ブレスロー                 | アラン・オッペンハイマー |                                               |                                                                       |
| ミルドレッド・ブレスロー               | キャサリン・ヘルモンド   |                                               |                                                                       |
| 不明 その他                            |                          | 徳丸完 野本礼三 鈴木れい子 小関一 宮下勝      | 大木民夫 秋元羊介 峰恵研 片岡富枝 村越伊知郎 城山堅 上田敏也 幹本雄之 |
|                                        |                          |                                               |                                                                       |
| 演出                                   | 演出                     | 左近允洋                                      | 鳥海俊材                                                              |
| 翻訳                                   | 翻訳                     | 額田やえ子                                    | 平田勝茂                                                              |
| 効果                                   | 効果                     | PAG                                           | 南部満治                                                              |
| 調整                                   | 調整                     | 栗林秀年                                      | 近藤勝之                                                              |
| 制作                                   | 制作                     | グロービジョン                                | コスモプロモーション                                                  |
| 解説                                   | 解説                     | 荻昌弘                                        | 水野晴郎                                                              |
| 初回放送                               | 初回放送                 | 1979年11月5日 『月曜ロードショー』21:02-22:55 | 1982年7月7日 『水曜ロードショー』 21:02-22:54                         |

※日本語吹替は両VERDVD・BD収録

## スタッフ
- 製作：ロバート・ワイズ
- 監督：ロバート・ワイズ
- 原作：マイケル・M・ムーニー
- ストーリー：リチャード・レヴィンソン、ウィリアム・リンク
- 脚本：ネルソン・ギディング
- 音楽：デヴィッド・シャイア
- 撮影：ロバート・サーティース
- 編集：ドン・キャンバーン
- 美術：エドワード・C・カーファグノ
- セット：フランク・マッケルヴィ
- 音響：レナード・ピーターソン、ドン・シャープレス
- 特殊効果：グレン・ロビンソン他
- 視覚効果：アルバート・ウィトロック他
- 衣裳：ドロシー・ジーキンス

## 原作
- Mooney, Michael M. (1972-11-6) (英語). The Hindenburg. Hart Davis. ISBN 9780246105301